# Catahuasi (distrito)
O Distrito peruano de Catahuasi é um dos trinta e tês distritos da Província de Yauyos, situada no  Departamento de Lima, pertencente a Região de Lima, Peru. 

## Transporte
O distrito de Catahuasi é servido pela seguinte rodovia:
- LM-128, que liga o distrito à cidade de Tupe
- PE-24, que liga o distrito de Cerro Azul (Região de Lima) à cidade de Chilca (Região de Junín) [1][2][3]